# Cotula duckittiae
Cotula duckittiae là một loài thực vật có hoa trong họ Cúc. Loài này được (L.Bolus) K.Bremer & Humphries mô tả khoa học đầu tiên năm 1993.